# Vindry-sur-Turdine
Vindry-sur-Turdine – gmina we Francji, w regionie Owernia-Rodan-Alpy, w departamencie Rodan. W 2016 roku liczba ludności wynosiła 5205 mieszkańców. 
Gmina została utworzona 1 stycznia 2019 roku z połączenia czterech ówczesnych gmin: Dareizé, Les Olmes, Pontcharra-sur-Turdine oraz Saint-Loup. Siedzibą gminy została miejscowość Pontcharra-sur-Turdine. 